# Phlyarus thailandensis
Phlyarus thailandensis är en skalbaggsart som beskrevs av Stefan von Breuning och Chûjô 1966. Phlyarus thailandensis ingår i släktet Phlyarus och familjen långhorningar. Inga underarter finns listade i Catalogue of Life.